# Prix du Gouverneur général : études et essais de langue anglaise
Voici une liste des lauréats du prix littéraires du Gouverneur général dans la catégorie études et essais de langue anglaise.

## Liste des lauréats

### Années 1930
- 1936 - T. B. Robertson, articles de journal
- 1937 - Stephen Leacock, My Discovery of the West
- 1938 - John Murray Gibbon, Canadian Mosaic
- 1939 - Laura G. Salverson, Confessions of an Immigrant's Daughter

### Années 1940
- 1940 - J.F.C. Wright, Slava Bohu
- 1941 - Emily Carr, Klee Wyck
- 1942 - Bruce Hutchison, The Unknown Country et Edgar McInnes, The Unguarded Frontier
- 1943 - John D. Robins, The Incomplete Anglers et E.K. Brown, On Canadian Poetry
- 1944 - Dorothy Duncan, Partner in Three Worlds et Edgar McInnes, The War: Fourth Year
- 1945 - Evelyn M. Richardson, We Keep a Light et Ross Munro, Gauntlet to Overlord
- 1946 - Frederick Philip Grove, In Search of Myself et A.R.M. Lower, Colony to Nation
- 1947 - William Sclater, Haida et R. MacGregor Dawson, The Government of Canada
- 1948 - Thomas H. Raddall, Halifax, Warden of the North et C.P. Stacey, The Canadian Army, 1939-1945
- 1949 - Hugh MacLennan, Cross-country et R. MacGregor Dawson, Democratic Government in Canada
- 1950 - Marjorie Wilkins Campbell, The Saskatchewan et W.L. Morton, The Progressive Party in Canada
- 1951 - Josephine Phelan, The Ardent Exile et Frank MacKinnon, The Government of Prince Edward Island
- 1952 :
  - Donald G. Creighton, John A. Macdonald, The Young Politician
  - Bruce Hutchison, The Incredible Canadian
- 1953 :
  - J.M.S. Careless, Canada, A Story of Challenge
  - N.J. Berrill, Sex and the Nature of Things
- 1954 : 
  - Hugh MacLennan, Thirty and Three
  - A.R.M. Lower, This Most Famous Stream
- 1955 : 
  - N.J. Berrill, Man's Emerging Mind
  - Donald G. Creighton, John A. Macdonald, The Old Chieftain
- 1956 :
  - Pierre Berton, The Mysterious North
  - Joseph Lister Rutledge, Century of Conflict
- 1957 :
  - Thomas H. Raddall, The Path of Destiny
  - Bruce Hutchison, Canada: Tomorrow's Giant
- 1958 :
  - Pierre Berton, Klondike
  - Joyce Hemlow, The History of Fanny Burney
- 1959 -  (aucun prix)
- 1960 - Frank H. Underhill, In Search of Canadian Liberalism
- 1961 - T.A. Goudge, The Ascent of Life
- 1962 - Marshall McLuhan, The Gutenberg Galaxy
- 1963 - J.M.S. Careless, Brown of the Globe
- 1964 - Phyllis Grosskurth, John Addington Symonds
- 1965 - James Eayrs, In Defence of Canada
- 1966 - George Woodcock, The Crystal Spirit: A Study of George Orwell
- 1967 - Norah Story, The Oxford Companion to Canadian History and Literature
- 1968 - Mordecai Richler, Cocksure and Hunting Tigers Under Glass
- 1969 - (aucun prix)
- 1971 - Pierre Berton, The Last Spike
- 1972 - (aucun prix)
- 1973 - Michael Bell, Painters in a New Land
- 1974 - Charles Ritchie, The Siren Years
- 1975 - Marion MacRae et Anthony Adamson, Hallowed Walls
- 1976 - Carl Berger, The Writing of Canadian History
- 1977 - Frank Scott, Essays on the Constitution
- 1978 - Roger Caron, Go Boy
- 1979 - Maria Tippett, Emily Carr
- 1980 - Jeffrey Simpson, Discipline of Power: The Conservative Interlude and the Liberal Restoration
- 1981 - George Calef, Caribou and the barren-lands
- 1982 - Christopher Moore, Louisbourg Portraits: Life in an Eighteenth- Century Garrison Town
- 1983 - Jeffery Williams, Byng of Vimy
- 1984 - Sandra Gwyn, The Private Capital: Ambition and Love in the Age of Macdonald and Laurier
- 1985 - Ramsay Cook, The Regenerators: Social Criticism in Late Victorian English Canada
- 1986 - Northrop Frye, Northrop Frye on Shakespeare
- 1987 - Michael Ignatieff, The Russian Album
- 1988 - Anne Collins, In the Sleep Room
- 1989 - Robert Calder, Willie: The Life of W. Somerset Maugham
- 1990 - Stephen Clarkson et Christina McCall, Trudeau and Our Times
- 1991 - Robert Hunter  et Robert Calihoo, Occupied Canada: A Young White Man Discovers His Unsuspected Past
- 1992 - Maggie Siggins, Revenge of the Land: A Century of Greed, Tragedy and Murder on a Saskatchewan Farm
- 1993 - Karen Connelly, Touch the Dragon
- 1994 - John A. Livingston, Rogue Primate: An Exploration of Human Domestication
- 1995 - Rosemary Sullivan, Shadow Maker: The Life of Gwendolyn MacEwen
- 1996 - John Ralston Saul, The Unconscious Civilization
- 1997 - Rachel Manley, Drumblair - Memories of a Jamaican Childhood
- 1998 - David Adams Richards, Lines on the Water - A Fisherman's Life on the Miramichi
- 1999 - Marq de Villiers, Water

### Années 2000
- 2000 - Nega Mezlekia, Notes from the Hyena's Belly
- 2001 - Thomas Homer-Dixon, The Ingenuity Gap
- 2002 - Andrew Nikiforuk, Saboteurs: Wiebo Ludwig's War Against Big Oil
- 2003 - Margaret Olwen MacMillan, Paris 1919: Six Months That Changed the World
- 2004 - Lt.-Gen. Roméo Dallaire, Shake Hands With the Devil: The Failure of Humanity in Rwanda
- 2005 - John Vaillant, The Golden Spruce: A True Story of Myth, Madness and Greed
- 2006 - Ross King, The Judgment of Paris: The Revolutionary Decade That Gave the World Impressionism
- 2007 - Karolyn Smardz Frost, I've Got a Home in Glory Land: A Lost Tale of the Underground Railroad
- 2008 - Christie Blatchford, Fifteen Days: Stories of Bravery, Friendship, Life and Death from Inside the New Canadian Army
- 2009 - M.G. Vassanji, A Place Within: Rediscovering India

### Années 2010
- 2010 - Allan Casey, Lakeland: Journeys into the Soul of Canada
- 2011 - Charles Foran, Mordecai: The Life & Times
- 2012 - Ross King, Leonardo and the Last Supper
- 2013 - Sandra Djwa, Journey with No Maps: A Life of P.K. Page
- 2014 - Michael Harris (en), The End of Absence: Reclaiming What We’ve Lost in a World of Constant Connection
- 2015 - Mark L. Winston, Bee Time: Lessons from the Hive
- 2016 - Bill Waiser, A World We Have Lost: Saskatchewan Before 1905
- 2017 - Graeme Wood, The Way of the Strangers: Encounters with the Islamic State
- 2018 - Darrel J. McLeod, Mamaskatch: A Cree Coming of Age
- 2019 - Don Gillmor, To the River: Losing My Brother

### Années 2020
- 2020 - Madhur Anand, This Red Line Goes Straight to Your Heart
- 2021 - Sadiqa de Meijer, alfabet/alphabet: a memoir of a first language
- 2022 - Eli Baxter, Aki-wayn-zih: A Person as Worthy as the Earth[1]